# Янаки Илиев (Дойран)
Вижте пояснителната страница за други личности с името Янаки Илиев.
Янаки (Нако) Илиев е български революционер, деец на Вътрешната македоно-одринска революционна организация.

## Биография
Илиев е роден в 1881 година в град Дойран, тогава в Османската империя, днес в Северна Македония. В 1900 година завършва с петнадесетия випуск Солунската българска мъжка гимназия и става учител. Работи във Велес, Дойран и на други места.
Влиза във ВМОРО и от 1904 до 1905 година е председател на Дойранския околийски революционен комитет. През март 1905 година е заловен и осъден на 20 години затвор. Лежи в солунския затвор Еди куле. След Младотурската революция в 1908 година става член на Народната федеративна партия (българска секция) в Кукуш. През 1909 година, като е санданист е назначен от османските власти за член в първоначалния съд в Кукуш.
Женен е за Райна Измирлиева. След войните в 1920 година е сред първия колектив на гимназията „Св. св. Кирил и Методий“ в Горна Джумая.
Умира на 3 януари 1941 година в Бяла.